# Platany u SPŠ v Chomutově
Platany u SPŠ v Chomutově je skupina 12 památných stromů platanů javorolistých (Castanea sativa) v Chomutově v Ústeckém kraji.
Rostou v Mostecké pánvi v nadmořské výšce 340 m v ulici Meisnerova a Purkyňova v okolí školy.

## Základní údaje
Obvody kmenů měří od 185 do 350 cm, koruny stromů dosahují do výšky až 20 metrů (měření 2009). V roce 2009 bylo stáří stromů odhadováno na 150 let.
Stromy jsou chráněné od roku 1989 jako esteticky zajímavé stromy.

## Stromy v okolí
- Kaštanovníky ve střelnici
- Dub u střelnice
- Chomutovská kaštanka